# Hiramoto Taisuke
Taisuke Hiramoto (sinh ngày 21 tháng 11 năm 1974) là một cầu thủ bóng đá người Nhật Bản.

## Sự nghiệp câu lạc bộ
Taisuke Hiramoto đã từng chơi cho Omiya Ardija.